# Carlos Téllez
Carlos Téllez fue un escritor de telenovelas, productor y director de televisión mexicano.

## Biografía
Carlos Téllez (nacido en México en los años cincuenta) se formó en la Facultad de Filosofía y Letras de la UNAM donde estudió la licenciatura en Literatura Dramática y Teatro. Junto con Alfonso Alba, compañero de su generación, adaptó la novela El lugar sin límites de José Donoso para el Teatro de Santa Catarina, con Tito Vasconcelos como La Manuela, Matilde Kalfon como la Japonesa y Gabriela Olivo de Alba interpretando a la Japonesita. En la Casa del Lago realizó el montaje de la puesta en escena De ahora en adelante… solo conciencia de besar, con textos poéticos de Ernesto Bañuelos, Vera Larrosa, también en escena con la participación de Gabriela Olivo de Alba y María Eugenia Pulido (1977) que, al igual que El lugar sin límites contó con el diseño escenográfico de Germán Castillo. En el teatro de CUT -ubicado en esos años en San Lucas 16, en Coyoacán- dirigió en 1978 Eva Perón, Evita o simplemente Ella de Copi (traducida al español por Luis Zapata y Oliver Debroise), con Tito Vasconcelos en el papel de Eva, Jorge Ortiz como Perón, Matilde Kalfon como la madre de Eva, Ernesto Bañuelos como el amante, y Gabriela Olivo de Alba en el rol de la enfermera que sustituiría la identidad de Eva muerta. Estuvo a cargo de la escenografía Kleómenes Stamatiades; de la música José Antonio Alcaráz y de la coreografía Jorge Domínguez. Con la guía y apoyo de Miguel Sabido - que participó como director invitado de la UNAM con Los Sueños de Quevedo- Téllez ingresaría al mundo de las telenovelas, para convertirse en productor y director de televisión mexicano.

Se hizo famoso por sus trabajos como productor de telenovelas en la cadena mexicana Televisa durante la década de los 80's. De su dupla con el dramaturgo Carlos Olmos, quien acostumbraba a terminar de escribir sus novelas completas antes del comienzo de producción, surgieron hitos de la telenovela mundial tales como Juana Iris (1985), Muchachita (1985-1986), Cuna de lobos (1986-1987), El extraño retorno de Diana Salázar (1988-1989) y En carne propia (1990-1991). Fue el maestro de la productora Lucero Suárez. También trabajó siempre con el mismo musicalizador, Pedro Plascencia Salinas.
Sus telenovelas muestran un gran dinamismo y mucho sentido del ritmo. (Álvaro Cueva e Israel León, Somos. El mundo de las telenovelas). Su estilo lo hizo diferenciarse y destacar de entre las formalistas, melodramáticas y maniqueas teleseries de la factoría Televisa, en la que reinaban productores puristas del género como Valentín Pimstein y Ernesto Alonso. Téllez se esmeraba por armar sus elencos con actores de carácter en lugar de cantantes o vedettes como Televisa ha estilado tradicionalmente. Fue considerado un vanguardista en el género, pese a que su modelo de teleserie no es tomado como inspiración por ningún productor mexicano en la actualidad.
Es de los pocos creativos que combinaron la producción con la dirección escénica de sus novelas, su última producción fue en 1992 con Tenías que ser tú.
Murió el 2 de febrero de 1994 a consecuencia del Sida.

## Trayectoria

### Productor
Productor ejecutivo
- Tenías que ser tú (1992-1993)
- En carne propia (1990-1991)
- El extraño retorno de Diana Salazar (1988-1989)
- Cuna de lobos (1986-1987)
- Muchachita (1985-1986)
- Juana Iris (1985)
- La pasión de Isabela (1984-1985)

### Director
Director de escena
- En carne propia (1990-1991)
- El extraño retorno de Diana Salazar (1988-1989)
- Cuna de lobos (1986-1987)
- La pasión de Isabela (1984-1985)
- Gabriel y Gabriela (1982-1983)
- Vamos juntos (1979-1980)

### Guionista
Adaptador
- El extraño retorno de Diana Salazar (1988-1989)
- Tal como somos (1987-1988)
- La pasión de Isabela (1984-1985)

## Premios y nominaciones

### Premios TVyNovelas
| Año  | Categoría        | Telenovela                          | Resultado |
| ---- | ---------------- | ----------------------------------- | --------- |
| 1989 | Mejor telenovela | El extraño retorno de Diana Salazar | Nominado  |
| 1987 | Mejor telenovela | Cuna de lobos                       | Ganador   |
| 1986 | Mejor telenovela | Juana Iris                          | Nominado  |
| 1985 | Mejor telenovela | La pasión de Isabela                | Nominado  |

### Premios ACE
| Año´ | Categoría               | Telenovela                          | Resultado |
| ---- | ----------------------- | ----------------------------------- | --------- |
| 1992 | Mejor Programa Escénico | En carne propia                     | Ganador   |
| 1992 | Mejor Director          | En carne propia                     | Ganador   |
| 1989 | Mejor Programa Escénico | El extraño retorno de diana salazar | Ganador   |
| 1989 | Mejor Director          | El extraño retorno de diana salazar | Ganador   |